# Argostemma puffii
Argostemma puffii är en måreväxtart som beskrevs av Sridith. Argostemma puffii ingår i släktet Argostemma och familjen måreväxter. Inga underarter finns listade i Catalogue of Life.